# Elia di Nisibi
Elia (Shenna, 11 febbraio 975 – Nisibis, 18 luglio 1046) è stato un vescovo cristiano orientale, scrittore e teologo siro appartenente alla Chiesa d'Oriente, autore di opere in siriaco e in arabo. È conosciuto anche come Elia bar Sīnāyā.

## Biografia
Elia nacque a Shenna, villaggio nei pressi della confluenza del Piccolo Zab con il Tigri, l'11 febbraio 975. Nella sua adolescenza, visse nel monastero di San Simeone presso Shenna; venne ordinato prete il 15 settembre 994 per le mani del vescovo Natanaele, che più tardi fu eletto catholicos e patriarca della Chiesa d'Oriente con il nome di Giovanni V (1000-1012). Dal 996 al 1000 Elia risiedette nel monastero San Michele presso Mosul, dove completò i suoi studi. Il 15 febbraio 1002 fu nominato vescovo di Beth Nuhadra, l'odierna Dahuk, nell'Adiabene. Sei anni dopo, il 26 dicembre 1008, divenne metropolita di Nisibi, funzione che occupò per trent'otto anni fino alla sua morte. Questo lungo episcopato fu perturbato, negli anni 1020, dalla sua opposizione all'elezione del patriarca Isho-Yab IV Bar Ezechiel, che accusava di simonia.
Il fratello di Elia, chiamato Abu Saïd Mansur bar Isa, fu un rinomato medico, noto nelle cronache arabe. Guarì la figlia di Nasr al-Dawla Ahmad, emiro di Maïpherkat, che gli permise di fondare un ospedale nella sua capitale. Alla sua morte, il 18 luglio 1046, Elia fu sepolto a fianco del fratello a Maïpherkat.

## Opere
Elia di Nisibi è uno dei primi teologi cristiani di cui sono a conoscenza le discussione teologiche con un rappresentante dell'Islam; le sue sette sessioni (magalis) sono una elaborazione letteraria degli scambi di opinioni teologiche che Elia ebbe con il letterato e politico musulmano Abu'l-Qasim al-Husain ibn 'Ali al-Magribi negli anni 1026-1027 a Nisibi; a queste discussioni si deve aggiungere la corrispondenza tra i due protagonisti, datata 1026. In questi testi il metropolita di Nisibi si rivela un profondo conoscitore dell'Islam.
I trattati di teologia affrontano in particolare le differenze dottrinali tra il cristianesimo e l'Islam. Per esempio, nel Trattato sulla beatitudine eterna Elia critica la concezione islamica del paradiso, mentre nella Risposta ai dubbi di Ibn Buṭlān sostiene con vigore l'autenticità dei vangeli, messa in dubbio dal suo interlocutore. Elia è ugualmente polemico nei confronti delle altre chiese cristiane presenti nel Medio Oriente, in particolare la Chiesa giacobita e quella ortodossa, per esempio nel Libro della Dimostrazione della vera Fede, dove li accusa di errori teologici e di abusi. Nel campo dell'etica, si possono citare il Libro per scacciare la preoccupazione, le Sentenze utili all'anima e ai corpi e la Lettera sulla castità, dedicata al fratello, dove affronta il problema della possibilità per l'uomo di vivere la continenza.

### LaCronografia
L'opera che maggiormente ha contribuito a far conoscere Elia in Occidente è la Cronografia. È costituita da un unico manoscritto, comprato nel 1820, nel borgo di Tell-Kaïf presso Mosul, dall'orientalista Claudius James Rich, e oggi conservato nella British Library. Si tratta di un codice in pergamena di 106 fogli; sembra che una parte di questo manoscritto sia autografa oppure scritta da un segretario di Elia. La redazione del testo è bilingue, siriaco e arabo.
L'opera è distinta in due parti.
1. La prima parte consta di due sezioni: la prima contiene una serie di tavole cronologiche su argomenti storici (personaggi biblici; papi e patriarchi di Antiochia fino al concilio di Calcedonia; re di Egitto, Babilonia, Assiria, Media, Sicione, Argo, Atene, Roma, Macedonia; imperatori romani e sasanidi; infine patriarchi della Chiesa d'Oriente); la seconda sezione è una cronaca dei principali avvenimenti storici, suddivisi per anno, dal 25 a.C. al 1018 d.C., con alcune lacune (gli inizi, e gli anni 785-878 e 972-994).
2. La seconda parte contiene elementi per il calcolo della cronologia in uso nel Medio Oriente, tavole di concordanza tra le varie ere e sullo sviluppo delle feste religiose ebraiche e cristiane.

Tutte queste informazioni sono tratte dagli storici e dai cronologisti greci, siriaci e arabi, che Elia menziona puntualmente ad ogni paragrafo. Come molti cronachisti medievali, anche Elia non si limita a menzionare gli avvenimenti storici, ma elenca assieme catastrofi naturali, eclissi, passaggi di comete, ecc.
Pierre Nautin ha dimostrato che la Cronaca di Seert è servita da principale fonte per la stesura della Cronografia, nella quale è indicato, in sei occasioni, come autore della Cronaca, il metropolita nestoriano di Bassora, Ishodenah, vissuto nel IX secolo.

### Elenco delle opere
Elenco delle opere di Elia di Nisibi:
1. Prima sessione: Unita e Trinità di Dio[5]
2. Seconda sessione: Incarnazione e Unione ipostatica
3. Terza sessione: Monoteismo dei Cristiani secondo il Corano
4. Quarta sessione: Dimostrazione della fede cristiana per mezzo della ragione e il miracolo
5. Quinta sessione: Professione di fede monoteista di Elia di Nisibi
6. Sesta sessione: La sintassi, la lessicografia, la calligrafia e la teologia
7. Settima sessione: Opinione dei cristiani sull'astrologia, sui musulmani, sull'anima
8. Corrispondenza tra Elia e il Visir
9. Lettera sull'Unita e la Trinità del Creatore
10. Lettera sul creatore
11. Lettera sulla creazione del mondo, l'Unita e la Trinità di Dio
12. Trattato sul senso delle parole «kiyān» e «ilāh»
13. Libro della Dimostrazione della vera Fede
14. Trattato sulla beatitudine eterna
15. Risposta ai dubbi di Ibn Buṭlān
16. Lettera sulla castità
17. Libro per scacciare la preoccupazione
18. Sentenze utili all'anima e ai corpi
19. Cantico di Elia di Nisibi
20. Commentario teologico del Credo
21. Cronografia
22. Libro sulla successione
23. Dizionario siriaco-arabo
24. Trattato sui pesi e le misure

## Opere disponibili in italiano
- Il libro per scacciare la preoccupazione (Kitab daf 'al-lamm), Introduzione a cura di Paolo La Spisa e Davide Righi, Testo arabo a cura di Samir Khalil Samir sj a fronte del testo tradotto in italiano, Traduzione e note a cura di Anna Pagnini, Indici a cura di Paola Pizzi, Collana "Patrimonio Culturale Arabo Cristiano", Torino, Silvio Zamorani editore, 2008, Tomo 1: ISBN 978-8871581439, Tomo 2: ISBN 978-8871581552